# The Meaning of Peace
The Meaning of Peace è un singolo collaborativo della cantante giapponese Koda Kumi e della cantante sudcoreana BoA, pubblicato nel 2001.

## Tracce
Testi e musiche di Tetsuya Komuro.
1. The Meaning of Peace (Original Mix) – 5:01
2. The Meaning of Peace (TV Mix) – 5:05